# Isabelle Flükiger
Isabelle Flükiger (* 25. September 1979 in Fribourg) ist eine französischsprachige Schweizer Schriftstellerin.

## Leben
Isabelle Flükiger wuchs in Farvagny auf und studierte Politik- und Literaturwissenschaft an der Universität Freiburg. Nach einem längeren Aufenthalt in Berlin lebt sie seit 2011 in Bern. 
Sie ist Mitglied des Vereins Autorinnen und Autoren der Schweiz (AdS).
2025 verglich die Kulturjournalistin Tina Uhlmann die zwei auf Deutsch übersetzten Werke von Isabelle Flückiger, den neuen Titel «Gloria. Mohammed.» und den Roman «Bestseller» aus dem Jahr 2013: "Zwölf Jahre liegen zwischen den beiden Büchern, und sie sind kaum zu vergleichen. Abgesehen von der prägnanten Ironie der Autorin ist ihnen wenig gemeinsam. In «Bestseller» nahm Flükiger ihre eigene Generation anhand eines verwöhnten Paares Mitte dreissig aufs Korn – das war gute Unterhaltung. Mit dem neuen Buch setzt sie inhaltlich ein politisches Zeichen und geht literarisch ganz neue Wege."

## Auszeichnungen
- 1999: Prix du concours international des Jeunes Auteurs
- 2001: Prix du jeune écrivain francophone
- 2005: Bourse d’encouragement à la création littéraire du canton de Fribourg
- 2008: Werkbeitrag der Stiftung Pro Helvetia
- 2018: Prix Bibliomedia

## Werke
- Du ciel au ventre. Récit. Éditions L’Âge d’Homme, Lausanne 2003, ISBN 978-2-8251-1775-0
- Se débattre encore. Roman. L’Âge d’Homme, Lausanne 2004, ISBN 978-2-8251-1933-4
- L’Espace vide du monstre. Roman. Éditions de l’Hèbe, Charmey 2007, ISBN 978-2-88485-109-1
- Best-seller. Roman. Éditions Faim de siècle, Fribourg 2011, ISBN 978-2-940422-14-2
  - Bestseller. Deutsch von Lydia Dimitrow. Rotpunktverlag, Zürich 2013, ISBN 978-3-85869-532-1
- Retour dans l’Est. Faim de siècle, Fribourg 2017, ISBN 978-2-940422-59-3
- Une Suisse au noir, Antipodes 2025, ISBN 978-2-88901-282-4
  - Gloria. Mohammed. Eine Erzählung von der dunklen Seite des Glücks, Übersetzung von Ruth Gantert, Zürich, Rotpunktverlag, 2025, ISBN 978-3-03973-053-7